# Université de Tromsø
L'université de Tromsø – L'université arctique de Norvège (en norvégien : Universitetet i Tromsø – Norges arktiske universitet) est une université norvégienne située dans la ville de Tromsø.

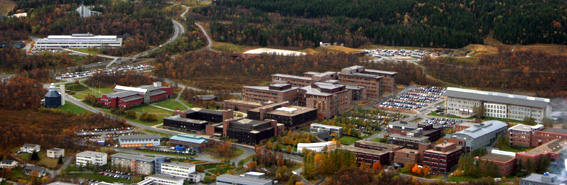
Une vue du campus.

## Historique
L'université a été fondée en 1968 mais n'a ouvert ses portes qu'en 1972.

## Relations internationales
L'université est membre de l’Université de l'Arctique. UArctic est un réseau international d’universités, d’instituts de recherche et d’organisations ayant pour but de promouvoir, coordonner et soutenir la recherche ainsi que l’éducation en régions arctiques.